# Lellingeria epiphytica
Lellingeria epiphytica är en stensöteväxtart som först beskrevs av Edwin Bingham Copeland, och fick sitt nu gällande namn av Alan Reid Smith och R. C. Moran. Lellingeria epiphytica ingår i släktet Lellingeria och familjen Polypodiaceae. Inga underarter finns listade.